# Siphona impropria
Siphona impropria är en tvåvingeart som beskrevs av Herting 1987. Siphona impropria ingår i släktet Siphona och familjen parasitflugor.
Artens utbredningsområde är Turkiet. Inga underarter finns listade i Catalogue of Life.